# Sân bay quốc tế Daniel K. Inouye
Sân bay quốc tế Daniel K. Inouye (tiếng Anh: Daniel K. Inouye International Airport) (IATA: HNL, ICAO: PHNL), còn được gọi là Sân bay quốc tế Honolulu, là cảng hàng không chính của Thành phố và hạt Honolulu của bang Hawaii của Hoa Kỳ, là một trong những sân bay tấp nập nhất Hoa Kỳ.
Sân bay được mở cửa tháng 3/1927 với tên gọi là Sân bay John Rodgers, Sân bay quốc tế Daniel K. Inouye là trung tâm hoạt động của các hãng hàng không Hawaiian Airlines và Aloha Airlines, hai hãng hàng không lớn nhất đóng tại Hawaii. Sân bay này phục vụ những chuyến bay từ đảo Hawaii đến châu Mỹ, châu Á và vành đai Thái Bình Dương. Do vị trí gần trung tâm của Thái Bình Dương, Honolulu trong lịch sử đã là một điểm dừng cho các chuyến bay đến Bắc Mỹ. Tuy nhiên, ngày nay nhiều máy bay tầm xa đã bay thẳng mà không cần ghé vào sân bay này ngoại trừ các chuyến bay từ Australia đi Canada. Do vậy, sân bay này chứng kiến số lượng khách sụt giảm so với trước. Ngày nay, sân bay này chủ yếu phục vụ các chuyến bay tới lục địa Hoa Kỳ và Nhật Bản. Sân bay này đang có số khách nội địa Hoa Kỳ tăng lên. Năm 2010, sân bay này phục vụ 18,44 triệu lượt khách. 

## Các hãng hàng không

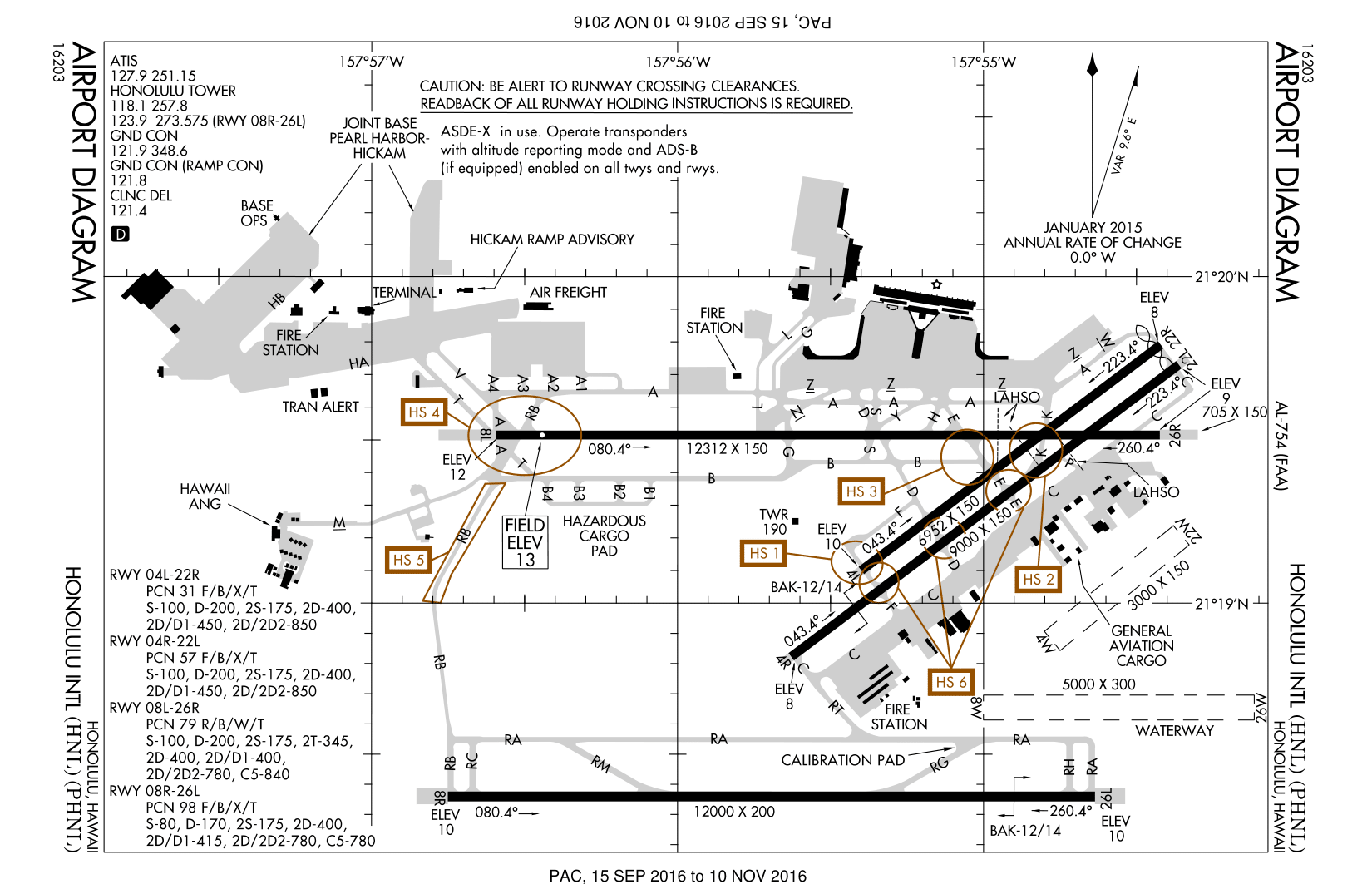
FAA diagram of Honolulu International Airport (HNL)

### Ga hàng không Commuter (Cổng 71-80)

#### Hành lang 1
- Island Air (Hilo, Kapalua, Kahului, Kona, Lana`i, Lihue, Molokai)
- Mesa Airlines
  - go! operated by Mesa Airlines (Hilo, Kahului, Kona, Lihue)
- Mokulele Airlines (Kapalua, Lana`i)
- Pacific Wings (Hana, Kahului, Kalaupapa, Kamuela/Waimea, Kapalua, Kona, Lana`i, Moloka`i)

### Ga quốc tế (Cổng 49-64)

#### Hành lang 2
- Hawaiian Airlines (Anchorage, Hilo, Kahului, Kona, Las Vegas, Lihue, Los Angeles, Pago Pago, Papeete, Phoenix, Portland (OR), Sacramento, San Diego, San Francisco, San Jose (CA), Seattle/Tacoma, Sydney)[4]

#### Hành lang 3
- Aloha Airlines (Hilo, Kahului, Lihue, Kona, Oakland, Orange County)

### Ga chính (Cổng 6-34)

#### Hành lang 4
- Air Canada (Sydney, Vancouver)
- Air New Zealand (Auckland)
- Air Pacific (Christmas Island, Nadi, Vancouver)
- All Nippon Airways (Tokyo-Narita)
- Delta Air Lines (Atlanta, Cincinnati/Northern Kentucky, Los Angeles, Salt Lake City, San Francisco)
- Harmony Airways (Calgary, Kelowna, Vancouver, Victoria)
- Korean Air (Seoul-Incheon)
- Philippine Airlines (Manila)
- Qantas (Sydney)
  - Jetstar Airways (Melbourne, Sydney)
- WestJet (Vancouver)

#### Hành lang 5
- Japan Airlines (Osaka-Kansai, Tokyo-Narita)
  - JALways (Nagoya-Centrair, Osaka-Kansai, Tokyo-Narita)

#### Hành lang 6
- ATA Airlines (Las Vegas, Los Angeles, Oakland, Ontario (CA), Phoenix)
- China Airlines (Taipei-Taiwan Taoyuan, Tokyo-Narita)
- Omni Air International (Fukuoka, Las Vegas)
- US Airways
  - US Airways operated by America West Airlines (Phoenix)

#### Hành lang 7
- American Airlines (Chicago-O'Hare, Dallas/Fort Worth, Los Angeles, San Francisco)
- Continental Airlines (Houston-Intercontinental, Los Angeles, Newark)
  - Continental Airlines operated by Continental Micronesia (Chuuk, Guam, Kosrae, Kwajalein, Majuro, Nagoya, Pohnpei)
- Northwest Airlines (Anchorage [seasonal], Los Angeles, Minneapolis/St. Paul, Osaka-Kansai, Portland (OR), San Francisco, Seattle/Tacoma, Tokyo-Narita)

#### Hành lang 8
- United Airlines (Chicago-O'Hare, Denver, Los Angeles, Osaka-Kansai, San Diego [seasonal], San Francisco, Seattle/Tacoma [seasonal], Tokyo-Narita)